# William Rodarmor
Œuvres principales
Tamata and the Alliance (traducteur) 

And Their Children after Them (traducteur)
William Rodarmor (né le 5 juin 1942) est un journaliste, aventurier, et traducteur littéraire du français vers l’anglais. Il est connu dans le monde de la traduction pour avoir gagné le Lewis Galantière Award de l'American Translators Association et le Prix Albertine.
William Rodarmor est né dans la ville de New York et reçoit une éducation bilingue. Il travaille un an comme avocat à San Francisco, mais abandonne vite le droit pour aller à Tahiti sur un voilier. Dans les années 1970, il fait de nombreux voyages, pratique la randonnée en montagne et la navigation à voile, en vivant de petits boulots et d’articles écrits à la pige.
A Tahiti, il fait la connaissance du célèbre navigateur Bernard Moitessier, ce qui mène à sa première traduction : The Long Way, le récit par Moitessier de son tour du monde en solitaire et sans escale. Par la suite, Rodarmor traduit plus de quarante livres, y compris l’autobiographie de Moitessier, Tamata and the Alliance, et plusieurs livres de Gérard de Villiers, Guillaume Prévost, et Katherine Pancol.
En parallèle, Rodarmor poursuit une carrière de journaliste. Il est rédacteur associé à PC World magazine dans les années 1980, et directeur de la rédaction à California Monthly (le magazine pour les anciens étudiants de l’University of California, Berkeley) dans les années 1990. En 2000, il reprend son travail de contributeur occasionnel.

## Biographie

### Jeunesse et formation
William Rodarmor est né à New York le 5 juin 1942. Bilingue depuis son plus jeune âge, il fréquente le lycée français de New-York et le Collège Beau Soleil en Suisse,. Il s’inscrit à Dartmouth College en 1960, mais quitte l’université pour faire son service militaire. Dans l’armée de terre de 1961 à 1964, il apprend le russe et travaille comme interprète russe en Allemagne,,,. Il reprend ses études à Dartmouth et obtient son baccalauréat (B.A.) en 1966,. Il obtient un diplôme J.D. de la faculté de droit de Columbia University en 1969,. Il déménage à San Francisco et pendant un an exerce le droit du dommage corporel. Plus tard, il obtiendra un masters en journalisme de l’University of California, Berkeley,.

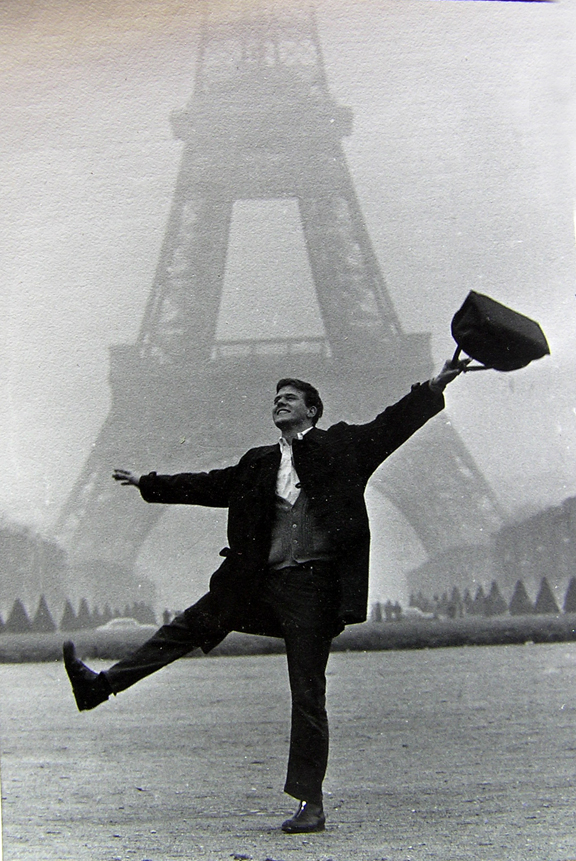
William Rodarmor sautant devant la Tour Eiffel en 1963.

### Aventures en pleine nature
À 28 ans en 1970, Rodarmor abandonne le droit,, et navigue de Panama à Tahiti, comme équipier sur un ketch français de douze mètres. Cela sera la première de ses nombreuses aventures des années 1970,,, pendant lesquelles il s’adonnera à la voile, à la montagne, et au rafting,.
À Tahiti, il fait la connaissance du célèbre navigateur solitaire Bernard Moitessier, qui lui demande de traduire La Longue Route, le récit de son tour du monde en solitaire sans escales,. The Long Way sera la première d’une quarantaine de livres que Rodarmor traduira au cours de sa carrière comme traducteur littéraire,,,.

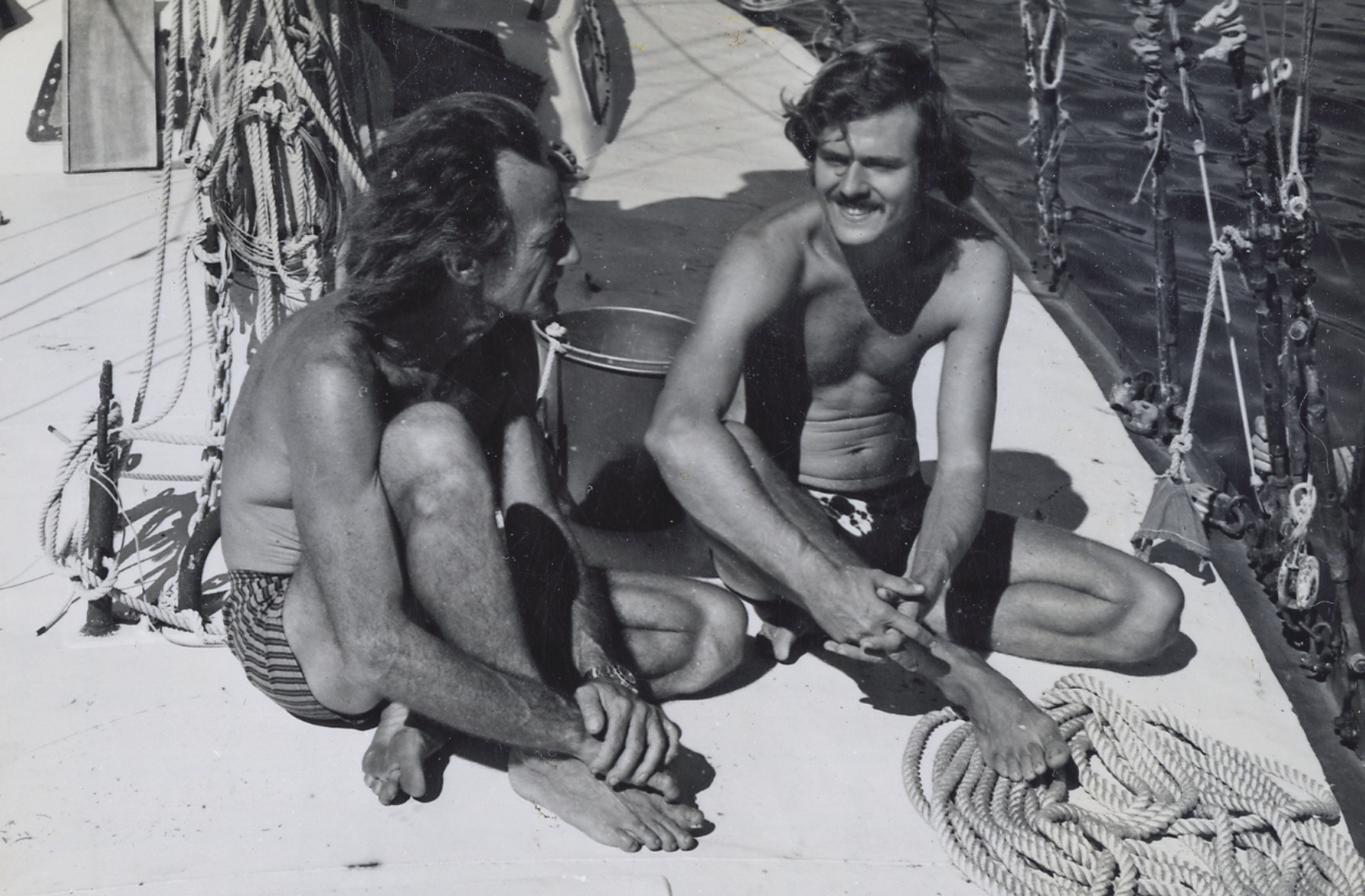
Bernard Moitessier (à gauche) avec William Rodarmor à bord du voilier Joshua en 1971. Ils se sont rencontrés à Tahiti, sont devenus amis et Rodarmor est devenu le traducteur de Moitessier pour plusieurs livres, traduisant d'abord La Longue Route.

Inspiré par Moitessier, il navigue en solitaire de Tahiti à Hawaii en 1971, une traversée qui lui prend 30 jours,,.
Par la suite, il travaille comme « ranger » pour le service des parcs nationaux américains en Alaska en 1973-75. Il dirige des voyages en pleine nature pour Mountain Travel,,,,, et fait partie d’une expédition d’alpinisme au Chili en 1974,. Il travaille aussi comme interprète pour le département d’état américain,.

### Journalisme et rédaction
En même temps que ses aventures dans les années 1970, Rodarmor est reporter et contributeur occasionnel, écrivant sur des sujets variés, depuis la voile et la montagne à l’acupuncture et la chirurgie esthétique,,,.
Il travaille comme rédacteur pour le East Bay Review à la fin des années 1970.
En 1982 il retourne à l’université pour étudier à la faculté de journalisme à l’University of California, Berkeley, et obtient un masters en journalisme (M.J.) en 1984,. De ses professeurs, il apprend les techniques de la radio de Bill Drummond, et de l'écriture journalistique approfondie de Bernard Taper et David Littlejohn.
En 1983, Rodarmor publie un de ses textes les plus connus, un article d’investigation qui met en lumière des allégations d’abus sexuels du gourou Muktananda, appelé « The Secret Life of Swami Muktananda », publié dans Co-Evolution Quarterly,,,.
Rodarmor est rédacteur associé à PC World magazine de 1986 à 1989, puis directeur de la rédaction à California Monthly (le magazine pour anciens étudiants de l’University of California, Berkeley) jusqu’en 1999,,,,.
Pendant cette période, il écrit sur un grand nombre de sujets, de l’informatique à la médecine, mais souvent avec un accent sur le droit. Dans le cadre de ses fonctions au California Monthly, il reçoit la médaille d’or pour le meilleur article de l’année du Council for Advancement and Support of Education pour « TKO in Sociology » sur Loïc Wacquant, un professeur français de sociologie qui a suivi pendant quatre ans les boxeurs du ghetto de Chicago,.
Après dix ans à California Monthly, Rodarmor accepte un poste de rédacteur en chef de Links to Solutions, une publication en ligne sur les affaires. Il trouve son nouveau rôle difficile mais stimulant. Au début, il dirige un groupe de pigistes mal payés et de compétences inégales, et lutte pour hausser la paie des plus talentueux. « Les bons écrivains sont l’atout le plus précieux d’un rédacteur », dit-il. « Il faut les chérir, et les traiter correctement ». En 2001, Links to Solutions fait faillite dans le crash point-com, ce qui renvoie Rodarmor au monde de l’écriture et de la rédaction occasionnelle.

### Vie personnelle
Rodarmor a grandi à New York, et vit depuis longtemps à Berkeley, près de San Francisco,,,. En 1980 il épouse la romancière Thaisa Frank, avec qui il a un fils, Casey Rodarmor,,, un ancien étudiant en informatique de U.C. Berkeley et un expert reconnu en technologie blockchain,,. Rodarmor et Frank divorcent en 2002.
Pendant leurs études de droit à Columbia dans les années 1960, Rodarmor a une liaison amoureuse avec sa collègue de promotion Toby Golick, qui deviendra professeure de droit. Trente ans plus tard, ils reprennent leur liaison,,,. En 2010, Golick et Rodarmor gagnent ensemble un concours de dessins éditoriaux du New Yorker magazine,.

## Traduction littéraire
Depuis 1970, Rodarmor a traduit plus de 40 livres et scénarios du français vers l’anglais,,,,.
Rodarmor traduit quelques-uns ses nombreux auteurs plusieurs fois. Cela commence avec le périple autour du monde de Bernard Moitessier, The Long Way en 1973,, puis continue ses aventures maritimes avec Tamata and the Alliance en 1995 et A Sea Vagabond’s World en 1998. Entre 2014 et 2016, Rodarmor traduit d’affilée cinq thrillers d’espionnage écrits par Gérard de Villiers, dont le héro Malko Linge a été comparé à James Bond, celui de Ian Fleming,. Rodarmor traduit aussi des voyages dans le temps de Guillaume Prévost et des romans de Katherine Pancol,.

### Commentaires et style
La critique s’est prononcée sur de nombreuses traductions de Rodarmor, les qualifiant  « d’élégant », et « fluide »,.
Dans sa critique de The Madmen of Benghazi de Gérard de Villiers, le Wall Street Journal prétend que la traduction de Rodarmor « est en fait meilleur que l’original ».
Nancy Cirillo, en décrivant la traduction de Diasporas de Stéphane Dufoix, écrit que « la traduction par Rodarmor est sans faille, accomplie avec ce manque d’effort apparent qui n’est achevé que par les traducteurs les plus doués et les plus minutieux ».
William Scherman appelle Tamata and the Alliance de Bernard Moitessier “un best-seller fulgurant (. . .) rendu lisible en anglais grâce à la traduction brillante du journaliste William Rodarmor ».
En critiquant The Fate of the Mammoth de Claudine Cohen, A. Bowdoin Van Riper écrit que “la traduction se lit bien et n’introduit que quelques rares imperfections ».
Nombre de critiques louent la traduction du best-seller And Their Children After Them de Nicolas Mathieu, et surtout la capacité de Rodarmor de traduire un roman aussi argotique en langage populaire américain. Dans The Los Angeles Review of Books, Joshua Armstrong écrit que « le traducteur chevronné William Rodarmor a habilement transposé le dialogue argotique français des 1990 à son équivalent anglophone ». Écrivant pour le Financial Times, Boyd Tonkin note que « la traduction corsée et souple de Rodarmor donne à Anthony et à ses copains la voix frêle et effrontée de gamins américains—et non anglais—vivant dans les décombres des usines fermées ». Dans The Times Literary Supplement, Esmé O’Keeffe écrit que « le traitement par Mathieu des sujets quotidiens et souvent épineux est d’un lyrisme déconcertant, et il est bien rendu par la traduction de William Rodarmor ». Par contre, Thomas Chatterton Williams loue le livre dans The New York Times mais trouve « la narration quelque peu mal traduite »,.

### Philosophie de traduction
Rodarmor aime dire que la traduction littéraire « a tous les plaisirs de l’écriture créative, mais on ne ressent jamais l’horreur de la page blanche ».
En tant que traducteur, il se dit fidèle à la fois à l’auteur et au lecteur, « mais si je me trouve coincé j’essaie plutôt d’aider le lecteur, mettant son expérience avant l’écriture d’une traduction mot à mot »,. A ce propos, Rodarmor a parfois recours à ce qu’il appelle un « stealth gloss », la pratique d’insérer discrètement un mot ou deux pour éclaircir les passages obscurs. De même, il élargit les abréviations ambigües. De temps en temps il corrige des erreurs dans le texte (dates historiques, par exemple) avec l’accord de l’auteur. Mais il se garde bien de faire des corrections quand il traduit des sources primaires, pour protéger leur intégrité. C’était notamment le cas quand il a fait la première traduction en anglais de l’autobiographie de la marchande d’art Berthe Weill, publiée en 1933.
Son but, dit Rodarmor, est de « produire un texte tellement fluide que le lecteur ne se rend pas compte que c’est une traduction », un livre que l’auteur original aurait écrit s’il parlait couramment l’anglais. Toujours avec l’accord de l’auteur, il prend donc certaines libertés, surtout avec de l’argot, des blagues, et des idiomes. « Comme la plupart des traducteurs, je suis ventriloque », dit-il, « et je fais un gros effort pour que les personnages parlent avec leur propre voix, et non pas la mienne ».

### Distinctions
Rodarmor a gagné plusieurs prix pour la traduction, notamment le Lewis Galantière Award,, et le Prix Albertine,,.
En 1996, Rodarmor gagne le Lewis Galantière Award de l'American Translators Association pour sa traduction Tamata and the Alliance, de Bernard Moitessier,,,,. Donné tous les deux ans, le prix récompense la traduction remarquée d’un livre de n’importe quelle langue,.
En 2001 il reçoit une mention honorable du Mildred L. Batchelder Award, donné par le American Library Association, pour sa traduction Ultimate Game, de Christian Lehmann,,,.
Rodarmor reçoit le Northern California Book Award for Fiction Translation pour sa traduction The Slow Waltz of Turtles, de Katherine Pancol, en 2017,.
En 2021 il obtient le Prix Albertine pour sa traduction And Their Children After Them, de Nicolas Mathieu,,, et en 2023 le Prix Albertine Jeunesse pour sa traduction The Last Giants, de François Place,,,. Le Prix Albertine, co-présenté par Van Cleef & Arpels et l’Ambassade de France, distingue le livre français récemment traduit en anglais le plus populaire chez les lecteurs américains.

## Œuvres

### Œuvres traduites

#### Romans et nouvelles
- Agustin Gomez-Arcos, The Carnivorous Lamb, Godine/Arsenal Pulp Press, 1984 (ISBN 978-1551522302)
- Denis Belloc, Neons, Godine/Quartet, 1991 (ISBN 978-0879238582)
- Denis Belloc, Slow Death in Paris, Quartet, 1992 (ISBN 978-0704327870)
- Cyril Collard, Savage Nights, Quartet Books/Overlook Press, 1993
- Jean Failler, Mayhem in Saint-Malo, Editions du Palémon, 2003
- Florian Zeller, Julien Parme, Other Press, 2007 (ISBN 978-1590512807)
- Katherine Pancol, The Yellow Eyes of Crocodiles, Penguin Books, 2013 (ISBN 978-1410467676)
- Jean-Claude Lattès, The Last King of the Jews, Open Road, 2014
- Série d'espionnage mettant en vedette Malko Linge:
  - Gérard de Villiers, The Madmen of Benghazi, Vintage Books, 2014 (ISBN 978-0804169318)
  - Gérard de Villiers, Chaos in Kabul, Vintage Books, 2014 (ISBN 978-0804169332)
  - Gérard de Villiers, Revenge of the Kremlin, Vintage Books, 2015 (ISBN 978-0804169356)
  - Gérard de Villiers, Lord of the Swallows, Vintage Books, 2016 (ISBN 978-0804169370)
  - Gérard de Villiers, Surface to Air, Vintage Books, 2016 (ISBN 978-0804169394)
- Katherine Pancol, The Slow Waltz of Turtles, Penguin Books, 2016 (ISBN 978-0143128175)
- Tanguy Viel, Article 353, Other Press, 2019 (ISBN 978-1590519332)
- Nicolas Mathieu, And Their Children After Them, Other Press, 2020 (ISBN 978-1892746771)
- Christian Salmon, The Blumkin Project: A Biographical Novel, Other Press, 2022 (ISBN 978-1590511541)
- Tanguy Viel, The Girl You Call, Other Press, 2024 (ISBN 978-1635423259)

#### Non-ficion et biographies
- Raymond Bagnis, Fishes of Polynesia, Edipac-Hachette, 1973 (ISBN 978-0701804091)
- Bernard Moitessier, The Long Way, Doubleday, 1975 (ISBN 0-385-03867-4)
- Bernard Moitessier, Tamata and the Alliance, Sheridan House, 1995 (ISBN 978-0924486777)
- Bernard Moitessier, A Sea Vagabond's World, Sheridan House, 1998 (ISBN 978-1574090215)
- Claudine Cohen, The Fate of the Mammoth, University of Chicago Press, 2002 (ISBN 978-0226112923)
- Bengal, Illustrations with Photoshop, O'Reilly Media, 2004 (ISBN 978-0596008598)
- Patrick Collandre, Creating Photomontages with Photoshop, O'Reilly Media, 2005 (ISBN 978-0596008581)
- Bertrand Bodin, Assembling Panoramic Photos, O'Reilly Media, 2005 (ISBN 978-0596009755)
- Stéphane Dufoix, Diasporas, University of California Press, 2008 (ISBN 978-0520253599)
- Sylvain Cypel, The State of Israel vs. the Jews, Other Press, 2021 (ISBN 978-1635420975)
- Berthe Weill, Pow! Right in the Eye! Thirty Years Behind the Scenes of Modern French Painting, University of Chicago Press, 2022 (ISBN 978-0226814360)
- Xavier Le Clerc, A Man with No Title, Saqi Books, 2024 (ISBN 978-0863569821)

#### Littérature Young Adult
- François Place, The Last Giants, Godine, 1993 (ISBN 978-0879239909)
- Christian Lehmann, Ultimate Game, Godine, 2000 (ISBN 978-1567921076)
- Patrick Modiano et Jean-Jacques Sempé, Catherine Certitude, Godine, 2001 (ISBN 978-2070630066)
- François Place, The Old Man Mad About Drawing: A Tale of Hokusai, Godine, 2003 (ISBN 978-1567922608)
- Trilogie du The Book of Time:
  - Guillaume Prévost, The Book of Time, Scholastic, 2007 (ISBN 978-0-439-88375-7)
  - Guillaume Prévost, The Gate of Days, Scholastic, 2008 (ISBN 978-0-439-88376-4)
  - Guillaume Prévost, The Circle of Gold, Scholastic, 2009 (ISBN 978-0439883771)
- Sophie Audouin-Mamikonian, Tara Duncan and the Spellbinders, Sky Pony Press (Skyhorse Publishing), 2012 (ISBN 978-1616089696)
- Sophie Audouin-Mamikonian, Tara Duncan and the Forbidden Book, Sky Pony Press (Skyhorse Publishing), 2013 (ISBN 978-1616089696)
- Sophie Audouin-Mamikonian, Indiana Teller: Spring Moon, Entangled (Macmillan Publishers), 2013 (ISBN 978-1-62266-129-9)
- Lisa Charrier et Agnes Domergue, Oh My, Oh No!, Running Press Kids, 2014 (ISBN 978-0762454099)

### Ouvrages Journalistiques
- W. Rodarmor, « The Secret Life of Swami Muktananda », CoEvolution Quarterly,‎ hiver 1983, p. 104–11 (lire en ligne)[14]
- W. Rodarmor, « A Brave New You », California Living Magazine, San Francisco Examiner,‎ 15 septembre 1985, p. 18–23
- W. Rodarmor, « Havoc in the Hills », California Monthly, University of California, Berkeley,‎ décembre 1991, p. 10–13
- W. Rodarmor, « TKO in Sociology », California Monthly, University of California, Berkeley,‎ septembre 1992
- W. Rodarmor, « Prosecution Complex », California Lawyer, Daily Journal Corporation,‎ décembre 2001, p. 21–27
- W. Rodarmor, « A Delicate Balance », California Monthly, University of California, Berkeley,‎ décembre 1995, p. 10–14
- W. Rodarmor, « Committed to Justice », Boalt Hall Transcript, University of California, Berkeley,‎ winter 2003–2004, p. 20–27

### Œuvres éditées
- William Rodarmor et Tom Milner, People Behind the News: Media Alliance's 1985 Guide to Accessible Bay Area Journalists, Media Alliance, 1985 (OCLC 12174808)[4]
- William Rodarmor et Anna Livia, France: A Traveler's Literary Companion, United States, Whereabouts Press, 2008 (ISBN 9781883513184)
- William Rodarmor, French Feast: A Traveler's Literary Companion, United States, Whereabouts Press, 2011 (ISBN 9780982785218)